# Redefin
Redefin – miejscowość i gmina w Niemczech, w kraju związkowym Meklemburgia-Pomorze Przednie, w powiecie Ludwigslust-Parchim, wchodząca w skład Związku Gmin Hagenow-Land.
Na terenie gminy rośnie wiekowy wiąz szypułkowy, odkryty dopiero w XXI wieku. Drzewo miało 661 cm obwodu w 2004 roku.